# Sunset Riders
Sunset Riders (サンセットライダーズ?) es un videojuego de arcade creado por Konami en 1991. Está ambientado en el salvaje oeste estadounidense. El juego fue más tarde convertido a las consolas Mega Drive en 1992, y al SNES en 1993. La versión arcade fue dirigida por H. Tsujimoto, quien está además acreditado en la dirección de la versión arcade de Super Contra.
La edición Arcade se podía disfrutar en dos variantes: una versión para 2 jugadores y otra para 4. Las versiones domésticas de consola de Sunset Riders se publicaron en Sega Mega Drive/Genesis en 1992 en Estados Unidos y en 1993 en España, en SNES en 1993 en Estados Unidos y 1994 en España, con una recepción muy positiva. Posteriormente se lanzó una versión emulada del arcade original de la mano de Hamster Corporation para Nintendo Switch y PS4 como parte de la saga Arcade Archives.

## Historia
El juego, el cual está colocado en una ficticia versión del Viejo Oeste estadounidense, se desarrolla sobre cuatro cazarrecompensas quienes buscan su premio por eliminar a los forajidos más buscados del oeste. No hay una verdadera «línea de historia» más que la de recolectar progresivamente recompensas más altas. Al comienzo de cada nivel al jugador se le muestra un cartel de «Se busca», mostrando al criminal, la recompensa por detenerlo, y la línea cliché de «Se busca vivo o muerto».

## Versión arcade

### Modo de juego
Sunset Riders es similar a otros juegos como la serie de Contra, pero con menos énfasis en los saltos y más enfoque en los disparos. El juego incluye un total de cuatro personajes a escoger: Steve, Billy, Bob y Cormano. Los personajes están ligeramente diferenciados: Steve y Billy usan revólveres, Bob carga un rifle y Cormano está armado con una escopeta. Los disparos del rifle y la escopeta son un poco más lentos que los del revólver, pero tienen un rango de alcance más amplio, haciéndolos ideales para acabar con los enemigos sin que se requiera de mucha precisión.
El jugador puede disparar en 8 direcciones, deslizarse para evitar las balas y presentar sorprendentes saltos acrobáticos sobre los techos y bajo ellos, ofreciendo puntos adicionales de ventaja desde los cuales se puede luchar. Muchos enemigos pueden hacer lo mismo. A diferencia de Contra (pero similar a Metal Slug), chocar con los enemigos no mata a los jugadores; solo las balas, puentes y otros obstáculos son fatales. A través de los niveles hay puertas que pueden ser abiertas y los enemigos pueden salir de ellas, así como otras puertas guardan ítems de bonus. Cuando el jugador sale de alguna puerta que contenga bonus, se muestra una corta animación, viéndose al protagonista ser besado en la mejilla por una bailarina de bar o tomando un trago de una botella de licor, y cuando termina, la lanza haciendo un ruido de cristal rompiéndose. En la versión SNES la escena donde el personaje a escoger bebe una botella de licor es sustituida por una pose como de triunfador y la otra escena de la bailarina del bar la sustituye una chica normal esto debido a la censura de nintendo ya que en ese entonces para su época este juego portado a la SNES estaba orientado hacia un público infantil
Algunos enemigos usan cartuchos de dinamita como arma; si se es lo suficientemente rápido, puede ser recogida y lanzada por los jugadores. Una vez lanzada, la dinamita comenzará a parpadear a paso acelerado, el cual representa la mecha que va llegando al cartucho. Cuando explote eliminará tanto a jugadores como a enemigos, aun si los enemigos lanzaron inicialmente la dinamita. En adición, hay muchos lugares que albergan piedras, barriles y antorchas suspendidas sobre la tierra que pueden ser usados para ventaja del jugador. Al final de cada nivel, el total de la recompensa es otorgada al jugador que haya infligido más daño al jefe del nivel.

### Poderes ocultos
Hay tres tipos de ítems escondidos en la versión arcade. Todos los bonus que involucren a armas se pierden cuando el jugador es eliminado.
- Disparo rápido: Representado por una insignia dorada de sheriff marcada con un revólver grande, este ítem permite a los jugadores mantener presionado el botón para disparar (en lugar de presionarlo repetidamente) y acelera las balas ligeramente.
- Disparo doble: Representado por una insignia plateada de sheriff marcada con dos revólveres, este icono le da al jugador una segunda arma. Los disparos de Steve y Billy se hacen en diferentes ángulos, mientras que Bob y Cormano disparan en la misma dirección con una ligera extensión de alcance.
- Premio monetario: Una pila de monedas de oro ($2000) o un pavo asado ($500). En adición, una vez que las armas de los jugadores estén completamente adquiridas, cualquiera de los ítems anteriores que recoja le dará $1000 por cada uno.

### Escenarios y jefes
Hay un total de ocho niveles en la versión arcade. Cada jefe dice una frase corta al comienzo y al final de cada batalla. Unas pocas frases contienen errores de traducción. La mayor parte del juego consiste en una perspectiva de lado en la que se transporta a pie, sin embargo la escena 2 y la escena 7 son hechas principalmente a lomo de caballo. En adición, hay dos fases de bonus, uno luego del nivel 2 y el otro luego del nivel 5.
| Jefe de escena /descripción | Frase de batalla/descripción | Frase de muerte/descripción | Transiciones de nivel | Notas |
| Escena 1 | Escena 1 | Escena 1 | Escena 1 | Escena 1 |
| --- | --- | --- | --- | --- |
| Simon Greedwell, ranchero millonario y jefe del crimen que usa un rifle y dispara tras dos barriles destructibles. | "It's time to pay!" (¡Es hora de pagar!) | "Arrrrgh!!" (Cae de su balcón cerca a los jugadores) "Bury me with my money!" (¡Entiérrenme con mi dinero!)                                                                                      | | |
| Escena 2 | | | | |
| Hawkeye Hank Hatfield, un buen tirador con mucha agilidad que se mueve tras unas cajas y sale brevemente para disparar. | "Draw, pilgrim!" (¡Desenfunda, peregrino!) | (Se retuerce y su sombrero cae) "Ugh!...you got me." (¡Ugh!... me diste) (Cae con el rostro a tierra)                                                                                            | | Mientras luches contra Hatfield, si miras al lado superior izquierdo, puedes ver un pequeño cartel etiquetado como "TMNT". |
| Escena 3 | | | | |
| Dark Horse, un hombre armado con un revólver que cabalga un caballo grande, negro y con una armadura de plata. | "You in heap big trouble!" (¡Estás en serios problemas!)                                                                                            | (Se desploma en su caballo) "Me in heap big trouble!" (¡Estoy en serios problemas!) (Su caballo se va sacándolo de la pantalla)                                                                  | (En este punto, una mujer es arrojada fuera de un cercano salón al frente del(los) jugador(es).) Jugador: "You all right, ma'am?" (¿Está bien, señorita?) Mujer: "Oh, those terrible men! Please help!" (¡Oh, esos terribles hombres! ¡Por favor, ayuda! Jugador: "All right, ma'am. Don't worry about it." (Muy bien señorita. No se preocupe.) (El(los) jugador(es) corren dentro del salón.) | |
| Escena 4 | | | | |
| Los Hermanos Smith, dos hombres en balcones que lanzan explosivos o faroles al(los) jugador(es). | Hermano del lado izquierdo: "We're gonna blow you away!" (¡Vamos a hacerte volar por los aires!) Hermano del lado derecho: "Yeah! Yeah!" (¡Sí, sí!) | Primer hermano en morir: "Holy smoke!" (¡Santo humo!) (Se desploma sobre la plataforma) Segundo hermano en morir: "That was a bang!" (¡Eso fue una explosión!) (Cae de la plataforma y explota.) | (Bailarinas del salón salen a escena y bailan para los jugadores, quienes las vitorean y chiflan (excepto Billy).) Bailarina: "Oh! You boys are so kind!" (¡Oh muchachos, sois tan amables!) (Un mensaje en la pantalla informa a los jugadores acerca de una enorme recompensa ofrecida por Richard Rose y los otros tres jefes asociados a él)                                                | El(los) jugador(es) puede salvar a dos mujeres cautivas en vista de ganar dinero o incremento de armas.                    |
| Escena 5 | | | | |
| El Greco, un hombre mexicano que usa un escudo a prueba de balas, un látigo, y usa un sombrero rojo de ala ancha. | "Die, Gringo!" (¡Muere, gringo!) (Se quita su poncho y lo arroja)                                                                                   | "Adiós, amigo!" (¡Adiós, amigo!) (Arroja su sombrero y cae al lado del tren) | | Si Cormano está en el juego, atrapará el sombrero del Greco y lo usará en las siguientes fases.                            |
| Escena 6 | | | | |
| Chief Scalpem, un indio americano chamán quien vuela lanzando cuchillos al(los) jugador(es) y puede bloquear balas. | "Me ready for Pow-Wow!" (¡¡Mí estar listo para Pum-Guau!)                                                                                           | "Me Pow-Wowed out!" (¡Mí ser vencido!) | (Una joven mujer corre al lado de Scalpem) Mujer: "Please! Please! Don't shoot my brother! He's only following orders!" (¡Por favor, por favor! ¡No dispareis a mi hermano! ¡Solo sigue órdenes!) Jugador: "All right, ma'am. We won't shoot him." (Muy bien, señorita. No le dispararemos.) | El clip de sonido, "All right, ma'am. We won't shoot him.", es usado aun si solo participa un solo jugador.                |
| Escena 7 | | | | |
| Paco Loco, un hombre mexicano bastante obeso quien está sentado en lo alto de una fortaleza y dispara una metralleta. | "Aye, chihuahua!" (Se golpea el pecho) | (Cae sobre la puerta hacia el suelo) "Hasta la bye bye!" (dispara contra el(los) jugador(es) y cae de espaldas)                                                                                  | (Los jugadores usan un cartucho de dinamita para volar la puerta, abrirla y correr hacia dentro) | Durante la pelea contra este jefe, los enemigos lanzarán bombas al(los) jugador(es) desde un árbol cercano.                |
| Escena 8 | | | | |
| Sir Richard Rose, un hombre británico que dispara al jugador desde un balcón tras una estatua con dos leones. Inicialmente prefiere esconderse tras la seguridad de sus estatuas mientras su armada privada hace la mayoría del trabajo sucio, pero la batalla pronto se vuelve difícil y él comienza a moverse ágilmente por la pantalla rivalizando con la habilidad de los personajes. Es además derrotado dos veces (debido a que usa un protector metálico contra balas en la primera mitad de la batalla). | "Cheerio, old chap!" (¡Chao, viejo amigo!) | "I say...bit of bad luck..." (Digo... es un poco de mala suerte...) (La escena cambia a una rosa roja destrozada)                                                                                | (El juego finaliza, se muestran las puntuaciones más altas y los créditos) | Rose mantiene las habilidades de la mayoría de los jefes anteriores.                                                       |

| Escenas de bonus |
| --- |
| El jugador tiene un limitado tiempo para disparar a 50 enemigos que aparecen en varios lugares de la pantalla. Este escena es hecha en una perspectiva de primera persona donde el joystick es usado para colocar en la mira el cursor de apunte. Los enemigos no disparan, así el jugador no puede perder vidas en estas escenas. Aparecen luego de los niveles 2 y 5. |

## Apariciones en otros juegos
- Mystic Warriors (Arcade, 1993):
?.

- Pixel Puzzle Collection (iOS, Android, 2018):
Cormano aparece como foto.